# ミス日本酒
ミス日本酒（ミスサケ、Miss Sake）は、「伝統ある日本酒と日本文化の魅力を日本国内外に発信する美意識と知性を身につけた親善大使（アンバサダー）を選出する」目的に一般社団法人ミス日本酒が主催するコンテストである。2014年に初めて開催された。
外務省、農林水産省、経済産業省、環境省、国税庁、観光庁、内閣府知的財産戦略本部、JAXA、JETRO、京都府などが後援。

最新受賞者（2022年度）は磯部里紗（滋賀代表、経営コンサルタント）、富沢武士（2021 Mr SAKE、大阪歯科大学5年）。

## 概要
伝統ある日本酒と日本文化の魅力を日本国内外に発信する美意識と知性を身につけた親善大使（アンバサダー）を選出する。
日本大会の他にMiss SAKE Internationalとして、ベトナム、香港、オーストラリア、台湾でも大会を実施。

### 年譜
- 2013年8月1日 - 一般社団法人ミス日本酒 設立

- 2021年9月7日 - 一般社団法人Miss SAKEに名称変更するとともに新体制となる。

## 審査基準
- 日本酒および日本文化に親好のある女性。
- 社会貢献への意識が高い女性。
- グローバルな感覚を高い語学力持ち合わせた女性。
- “美しさ”を追究している女性。

米国の著名な経済紙ウォール・ストリート・ジャーナルにて「水着審査のない女性の尊厳と平等をうたった文化事業」と高く評価された。

### 審査員
各界を代表した人物が審査員を務め、英語などによる質疑応答が行われる。

#### 主な審査員
2016 ミス日本酒
- 笹岡隆甫（華道｢未生流笹岡｣ 家元）
- 関谷健（関谷醸造株式会社 代表取締役社長）
- 佐浦弘一（株式会社佐浦 代表取締役社長）

#### 2018ミス日本酒 京都大会
- 竹内弘一（KBS京都 キャスター）

#### 2019 ミス日本酒 東京大会
- 牧島かれん (衆議院議員・自由民主党 (日本))
- 宮内秀樹（衆議院議員・自由民主党 (日本)）

#### 2019 ミス日本酒 新潟大会
- 澤野修（新潟県議会議長）

#### 2020 ミス日本酒 兵庫大会
- 高田恵太郎 （神戸コレクション発起人）

#### 2021 Miss SAKE Japan 最終選考会（ウェスティン都ホテル京都）
- 嘉納健二（白鶴酒造代表取締役社長）
- 渋沢麗扇（麗扇会日本文化学院学院長）
- 大門小百合（Japan Times執行役員）
- 吉田浩 (出版プロデューサー)（株式会社天才工場代表取締役）
- 小川里美（声楽家、オペラ歌手、1999年ミス・ユニバース日本代表）
- マーク・パンサー（Globe）

## 各回結果

### グランプリ
| 大会回次 | 年度   | 大会成績     | 著名な出場者   | 出場時の肩書                      | 備考 | 使用言語                   |
| -------- | ------ | ------------ | -------------- | --------------------------------- | --- | -------------------------- |
| 第1回    | 2014年 | グランプリ   | 森田真衣       | モデル                            | 日本大学芸術学部卒業。大学進学前に1年間、専門学校でミュージカルを専攻。 2010年 ミス・ユニバース・ジャパンファイナリスト |                            |
| 第1回    | 2014年 | 準グランプリ | 木村結乃       | 会社員                            | |                            |
| 第1回    | 2014年 | 3位          | 塩田愛実       |                                   | |                            |
| 第2回    | 2015年 | グランプリ   | 小川佐智江     |                                   | |                            |
| 第3回    | 2016年 | グランプリ   | 田中沙百合     | モデル                            | 2016年ミス・ユニバース・ジャパン長崎大会審査員特別賞                                                                    |                            |
| 第3回    | 2016年 | 準グランプリ | 逢月あかり     | 元宝塚歌劇団                      | 宝塚歌劇団95期生（2009年入団）                                                                                          |                            |
| 第4回    | 2017年 | グランプリ   | 田中梨乃       | リポーター                        | 2016年ミス・ユニバース・ジャパン島根代表                                                                                |                            |
| 第4回    | 2017年 | 準グランプリ | 藤内秋桜       | 大学生（津田塾大学3年）           | 大学在学中には1年間ハワイ大学に留学                                                                                     | 日本語・英語               |
| 第4回    | 2017年 | 準グランプリ | 加藤香         | ブライダルモデル                  | |                            |
| 第5回    | 2018年 | グランプリ   | 須藤亜紗実     | 大学生（慶應義塾大学医学部5年）   | 東京外国語大学外国語学部英語学科卒業後、慶應義塾大学医学部に再入学。現在医師として活躍中。                              | 日本語・英語               |
| 第5回    | 2018年 | 準グランプリ | 堀井雅世       | キャスター                        | |                            |
| 第5回    | 2018年 | 準グランプリ | 児玉アメリア彩 | タレント                          | |                            |
| 第6回    | 2019年 | グランプリ   | 春田早重       | 大学生（同志社大学文学部）        | 京都代表（応募総数1000人）                                                                                              | 日本語・英語・韓国語       |
| 第6回    | 2019年 | 準グランプリ | 冨田梨花       | 看護師                            | 埼玉代表、看護師の他に唎酒師資格も所有                                                                                  |                            |
| 第6回    | 2019年 | 準グランプリ | 塚原菜実香     | 大学生（早稲田大学法学部）        | |                            |
| 第7回    | 2020年 | グランプリ   | 松井詩         | 大学生（帯広畜産大学獣医学部6年） | 北海道代表、2017ミス・ユニバース・ジャパン北海道代表                                                                    | 日本語・英語               |
| 第7回    | 2020年 | 準グランプリ | 福田友理子     | アナウンサー（元群馬テレビ）      | 群馬代表、日本女子大学卒業                                                                                              | 日本語・英語               |
| 第7回    | 2020年 | 準グランプリ | 須山梨菜       | ナレーター/MC                     | 神奈川代表 |                            |
| 第8回    | 2021年 | グランプリ   | 松崎未侑       | 大学生（愛知県立大学3年）         | 愛知代表 | 日本語・英語・ポルトガル語 |
| 第8回    | 2021年 | 準グランプリ | 斉藤百香       | フリーアナウンサー                | 宮城代表、Nack5『キラスタ』を担当、東京女子大学卒業                                                                     |                            |
| 第8回    | 2021年 | 準グランプリ | 糟谷恵理子     | 大学生（順天堂大学医学部5年）     | 長野代表、現在医師 |                            |
| 第9回    | 2022年 | グランプリ   | 磯部里紗       | 経営コンサルタント                | 滋賀代表（応募者1,000名超） フランスへの留学経験があり語学に担当                                                        | 日本語・英語・フランス語   |
| 第9回    | 2022年 | 準グランプリ | 川上千晶       | 会社員                            | 東京代表 |                            |
| 第9回    | 2022年 | 準グランプリ | 横田早紀       | 外資系金融社員                    | 神奈川代表 |                            |
| 第10回   | 2023年 | グランプリ   | 山田琴子       | 会社員                            | 神奈川代表 ワシントン大学 卒業                                                                                          | 日本語・英語               |
| 第10回   | 2023年 | 準グランプリ | 齋藤ひかり     | 会社員                            | 千葉代表 |                            |
| 第10回   | 2023年 | 準グランプリ | 森川裕希恵     | 女優/カフェ運営                   | 愛知代表 |                            |

#### 2020年度
- 第7回（2020年）最終選考会は、当初3月に予定されていたが新型コロナウイルス感染症の情勢を鑑み7月に開催された。そのため、2020 Miss SAKE ファイナリストたちは、例年よりも約4ヶ月多く、各県代表として様々な活動を行うと同時にナデシコプログラムへと参加した。[4]また、新型コロナウイルス感染症対策として、当日は関係者のみの来場に限定し、例年のディナーショー形式から審査のみに集中する形式に切り替え、開催時間も例年の半分に短縮した。[5]
- 2020 Miss SAKEグランプリ松井詩は獣医学生であり、過去の入賞者の中には医学部、歯学部、看護師、保健師、助産師など医療系学生が多く入賞している。
  - 2018年 Miss SAKE グランプリ：須藤亜紗実（慶應義塾大学医学部）
  - 2020年 Miss SAKE グランプリ：松井詩（帯広畜産大学獣医学部）
  - 2021年 Mr SAKEグランプリ：富沢武士（大阪歯科大学歯学部）
  - 2021年 Miss SAKE 準グランプリ：糟谷恵理子（順天堂大学医学部）

#### 2021年度
- 2021年3月22日に、全国47都道府県から選出されたファイナリスト21名が発表された。
- 今回選出された21名のファイナリストは、2021年6⽉21日にウェスティン都ホテル京都で開催される「2021 Miss SAKE Japan最終選考会」に向けて「ナデシコプログラム」と名付けられた特別講義に参加する[6]。
- 新型コロナウイルス感染症 (2019年)感染拡大の観点から、初めて非公開（ウェブ開催）での開催となった。
  - 2021ミスサケグランプリは愛知県立大学3年の松崎未侑、準グランプリは斉藤百香、糟谷恵理子の2名である。
  - 2021ミスターサケグランプリは大阪歯科大学5年の富沢武士。

#### 2021 Miss SAKE International

##### Taiwan
- 2021年2月20日(土)にて開催された『2021 Miss SAKE Taiwan 最終選考会 』にて、「2021 Miss SAKE Taiwan」グランプリ・準グランプリを発表。林立明(Mei)がグランプリに輝いた[7]。

##### Vietnam
Hong Kong
Australia

### 優勝者以外の著名な出場者
| 回別 （年度）    | 大会成績     | 著名な出場者 | 出場時の肩書       | 備考                                                        |
| ---------------- | ------------ | ------------ | ------------------ | ----------------------------------------------------------- |
| 第4回 （2017年） | 福岡大会代表 | 安藤彩綾     | 美姿勢スタイリスト | 2014ミス・ユニバース・ジャパン福岡代表                      |
| 第5回 （2018年） | 東京大会代表 | 笹木香利     | タレント           | 現在、タレント、女優。 芸能事務所は太田プロダクション所属。 |

## ナデシコプログラム
- 日本女性のための教養講座「ナデシコプログラム」の運営を通じて日本酒に関連する知識や体験のほか、食や健康、文化・地域振興、そして女性が活躍する社会での様々な視点を用いたエンパワーメントに取り組んでいる[8]。

- 内容は、日本酒に関する基礎講座をはじめ、着付け、メイクアップ・ネイルケア、華道・茶道・日本舞踊、外国語、日本の歴史・伝統文化・伝統産業、SNS戦略論、セルフプロデュース論、写真撮影・ポージング、健康・医学など幅広く社会的教養を学ぶこととなる。
- 他のミス・コンテストとは異なりファなリストは平日は医師や教員、アナウンサー、会社員、大学生などの社会活動を営んでいるため、週末に泊まり込みでの共同生活でプログラムを開催されている。

## 活動
- Miss SAKE 地域大会の代表者は、各地域にて日本酒をはじめとする日本文化の振興活動に務めます[9]。
- 日本国内だけでなく、ハワイ 、ニューヨーク、ロンドン、ミラノ、バルセロナ、シドニー、香港など世界17カ国30都市以上において、日本酒を切り口にした日本の食・文化に関する啓発や、日本への観光誘致活動を年間400件以上行っている。
- 自由民主党、国民民主党をはじめ多くの国会議員のパーティにも参加している。これは、伝統的な麹文化から生まれた国酒としての日本酒を国外にも発信すべく「國酒を愛する議員の会」（会長：野田聖子・自由民主党衆議院議員）という議員連盟が発足した背景があるためである。また、2020年1月28日には、自民党本部にて、一般社団法人awa酒振興議連設立総会が開催され、例年行われるawa酒協会認定式には歴代のMiss SAKEが駆けつけるなど深い交流がある。

### 2021年3⽉現在までの活動実績例

#### 国内（一部）
- 第42回先進国首脳会議（伊勢志摩サミット）
- 第3回閣僚級世界患者安全サミット／平成30年4月13日(金)～14日(土)、グランドハイアット東京
- ⽇本酒フェア（Japanese Sake Fair）」／主催：日本酒造組合中央会
- IWC 表彰式
- 日本臨床細胞学会
- ツーリズムEXPOジャパン
- その他、各酒造組合・酒蔵イベント／各種産業展／各企業レセプション／各学会レセプション／ 各警察署飲 酒運転注意イベント

#### 国外（一部）
- 2014 FIFAワールドカップ（ブラジルW杯）
- ミラノ国際博覧会
- ユネスコ本部表敬訪問
- 在中⽇本国⼤使館 「⼤使公邸 春の交流会」
- 在印⽇本⼤使館 ⽇本酒 PR イベント
- JAXA「Space Symposium in Cololado」 等

## Miss SAKE International
- 香港
- Vietnam

## Mr SAKE
Mr SAKE に詳細説明あり。

### 目的
伝統ある日本酒と日本文化の魅力を日本国内外に発信することを目的とした、日本酒を誰よりも愛する男子を選び抜く。第4回（2020年度）より、一般社団法人ミス日本酒へと主宰が変更し、ミス酒と合同開催されている。

### 選考基準
- 日本酒および日本文化に理解・親好のある男性。
- 社会貢献への意識が高い男性。
- グローバルな感覚を持ち合わせた男性。

### スペシャルアンバサダー
- マーク・パンサー (Globe)

### 優勝者回結果
| 大会回次 | 年度   | 大会成績   | 著名な出場者  | 出場時の肩書                  | 備考                                                   | 使用言語     |
| -------- | ------ | ---------- | ------------- | ----------------------------- | ------------------------------------------------------ | ------------ |
| 第1回    | 2017年 | グランプリ | 橋野元樹      | 「SAKE story」代表            |                                                        |              |
| 第2回    | 2018年 | グランプリ | John Townsend | 翻訳&執筆活動                 |                                                        | 日本語・英語 |
| 第3回    | 2019年 | グランプリ | 並里直哉      | 「SAKENOMIRAI研究所」         | 利酒師                                                 |              |
| 第4回    | 2020年 | グランプリ | 大谷史也      | 横浜国立大学教育人間学部4年生 | Mr. YNU Contest 2017 ファイナリスト、株式会社GINGA代表 |              |
| 第5回    | 2021年 | グランプリ | 富沢武士      | 大阪歯科大学歯学部4年生       | 日本肺癌学会広報大使 2020 Mr SAKE 準グランプリ         | 日本語・英語 |
| 第6回    | 2022年 | グランプリ | 山﨑友輔      |                               |                                                        |              |
| 第7回    | 2023年 | グランプリ | 奥山諒二      | パイロット (航空)             |                                                        | 日本語・英語 |

## Miss SAKE Madame
（任命制）
- 池坊専好 - 華道家元池坊 次期家元
- 山崎直子 (宇宙飛行士) - 宇宙飛行士

他

## 後援・協力スポンサー

### 2021 Miss SAKE（ミス日本酒） 後援・協力
後援
| - 外務省 - 農林水産省 - 経済産業省 - 環境省 - 国税庁 - 内閣府知的財産戦略本部 - 国立研究開発法人宇宙航空研究開発機構（JAXA） - 日本貿易振興機構（JETRO） - 日本政府観光局（JNTO） | - 京都府 - 京都市 - 日本酒造組合中央会 - 日本酒造青年協議会 - 株式会社 海外需要開拓支援機構 |

協力
| - 一般社団法人日本モデルエージェンシー協会 - ウェスティン都ホテル京都 - ダイドードリンコ株式会社 - KEISUKE MATSUSHIMA - 株式会社JTB |